# 점 도표

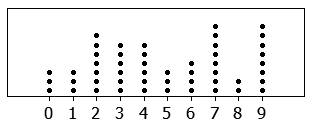
0부터 9까지의 임의의 값 50개가 나열된 점 도표.

점 도표(點圖表, scatter plot or scatter diagram) 혹은 점 그래프(點graph)는 통계학에서 데이터들의 분포를 점으로 나타내주는 도표 또는 그러한 도표로 나타내는 방법을 의미한다. 예를 들어
| 1 | 2 | 3 | 3 | 5 | 6 | 7 | 7 |

식의 데이터들이 있을 때, 점 도표 방식으로 자료를 나타내면 다음과 같이 나타낼 수 있다.
|   |   | * |   |   |   | * |
| * | * | * |   | * | * | * |
| 1 | 2 | 3 | 4 | 5 | 6 | 7 |

이 때 4는 데이터가 없으므로 점이 표시되지 않고, 3과 7은 데이터가 2개이므로 점이 두 개 찍히는 것이다. 이런 식으로 자료의 분포를 간단하게 표현할 수 있다.

## 같이 보기
- 데이터 시각화
- 산점도